# Stevan Stojanović
Stevan Stojanović, cirill betűkkel Стеван Стојановић (Titova Mitrovica, 1964. október 29. –) jugoszláv válogatott szerb labdarúgó, kapus, olimpikon.

## Pályafutása

### Klubcsapatban
1982 és 1991 között a Crvena zvezda labdarúgója volt. A belgrádi csapattal három jugoszláv bajnoki címet és egy kupagyőzelmet ért el. Csapatkapitánya volt az 1990–91-es idényben BEK-győztes csapatnak. 1991 és 1995 között a belga Royal Antwerp kapusa volt. Egy belgakupa-győzelmet ért el a csapattal és tagja volt az 1992–93-as idényben KEK-döntős együttesnek. 1997 és 1999 között a német Cloppenburg, 1999–00-ben a görög Ethnikósz Asztérasz játékosa volt.

### A válogatottban
A jugoszláv U21-es és az olimpiai válogatottban szerepelt. Az 1988-as szöuli olimpián kilencedik lett a csapattal, de a tornán nem lépett pályára. Többször kapott meghívást a jugoszláv A-válogatottba, de csak tartalék volt.

## Sikerei, díjai
Crvena zvezda
- Jugoszláv bajnokság
  - bajnok (3): 1987–88, 1989–90, 1990–91
- Jugoszláv kupa
  - győztes: 1990
- Bajnokcsapatok Európa-kupája (BEK)
  - győztes: 1990–91

 Royal Antwerp
- Belga kupa
  - győztes: 1992
- Kupagyőztesek Európa-kupája (KEK)
  - döntős: 1992–93